# Roland Adolph
Roland Adolph (* 1946 in Dohna; † 5. Februar 1997 bei Moritzburg) war ein evangelischer Pfarrer und leitendes Mitglied der Evangelisch-Lutherischen Landeskirche Sachsens. Er und seine Frau Petra Adolph starben als Opfer eines Gewaltverbrechens.

## Leben
Roland Adolph wuchs in Weesenstein im Müglitztal auf. Nach der Schulzeit erlernte er zunächst den Beruf eines Werkzeugmachers und heiratete 1969. Adolph studierte dann bis 1975 in Berlin und Naumburg Theologie und übernahm nach seinem Vorbereitungsdienst und seiner Ordination 1977 in Struppen bei Pirna seine erste Pfarrstelle. Adolph wechselte 1985 auf die Pfarrstelle in Neustadt/Sachsen, bevor ihm 1988 die Stelle des Rektors und Vorstehers am Diakonenhaus in Moritzburg übertragen wurde.
Adolph war von 1978 bis 1994 Mitglied der sächsischen Landessynode. Im Rang eines Oberlandeskirchenrats war er ab 1. September 1994 als Dezernent für das Gebiet der Oberlausitz zuständig sowie verantwortlich für Grundsatzfragen in den Beziehungen zwischen Staat und Kirche, für die Diakonie, die kirchlichen Ausbildungsstätten und die Kinder- und Jugendarbeit. Er übernahm das Ressort von Volker Kreß, der zuvor zum damaligen neuen Landesbischof gewählt worden war, Amtsnachfolger nach seinem Tod wurde Harald Bretschneider.
1995 wurde Adolph in die Synode der Evangelischen Kirchen in Deutschland (EKD) gewählt. Während und nach der friedlichen Revolution 1989 war er an der Sichtung der Stasi-Unterlagen beteiligt. Die Familie mit zwei Kindern lebte bis über seine Berufung in das Landeskirchenamt hinaus in Moritzburg.

## Ehrung

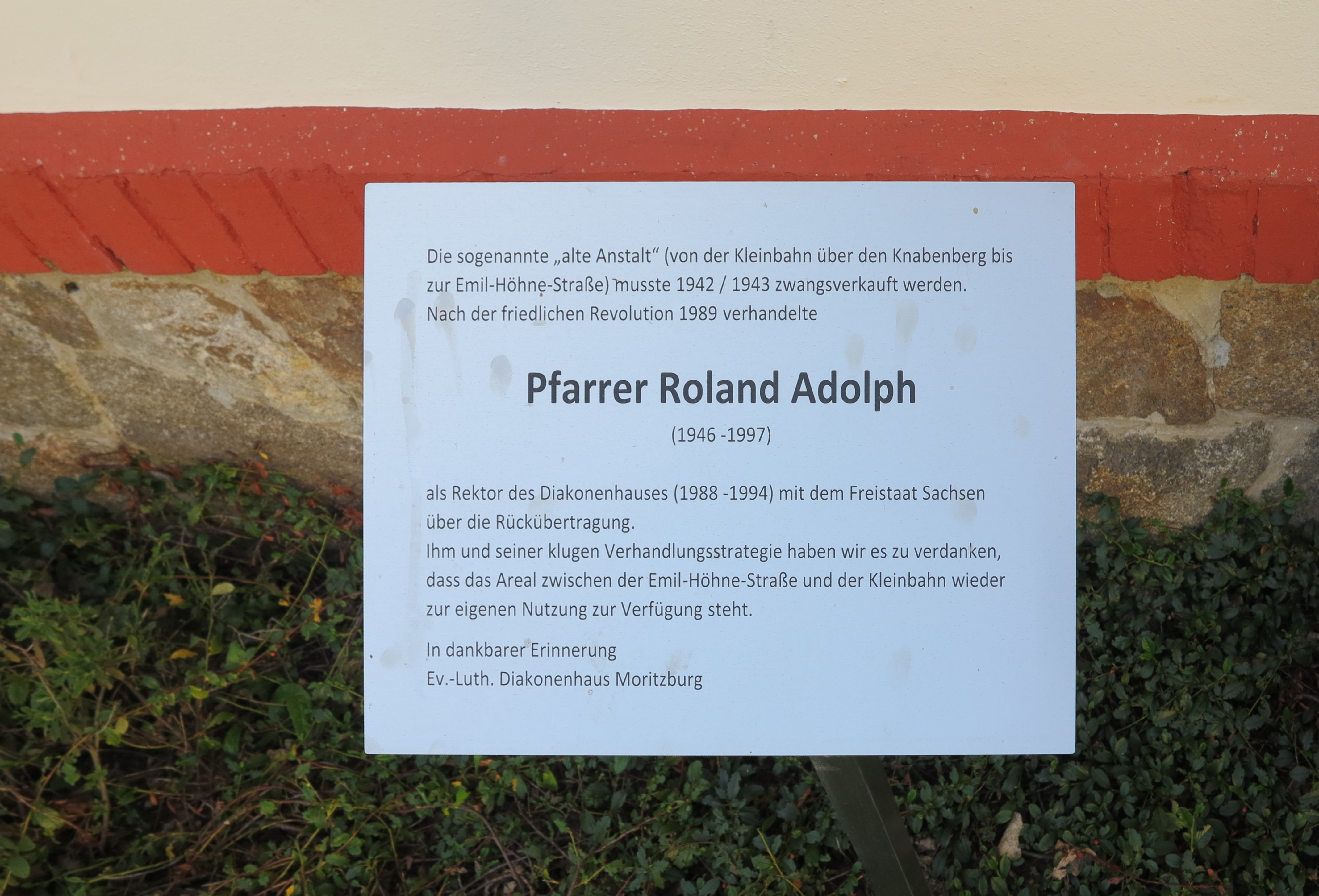
Gedenktafel für den Rektor Roland Adolph

Auf dem Gelände der „Alten Anstalt“ in Moritzburg erinnert eine Gedenktafel an Roland Adolph, den Rektor des Diakonenhauses und seine Verdienste um die Rückübertragung kirchlicher Einrichtungen nach 1990.

## Ermordung
Die Eheleute Adolph starben, als sie am Mittag des 5. Februar 1997 im Karauschenholz genannten Wald bei Moritzburg zufällig Zeugen einer illegalen Schießübung wurden. Nach einer verbalen Konfrontation wurden die Adolphs und ihr Hund Hedda durch mehrere Pistolenschüsse aus nächster Nähe getötet. Der Fall erzeugte Bestürzung und hohe Anteilnahme und zog ein großes öffentliches Interesse sowie umfangreiche Untersuchungen nach sich. Nach Spekulationen über Täter und Tatmotive konnte vier Jahre später aufgrund von DNA-Proben einem damals 34-jährigen Dresdner die Teilnahme am Tatgeschehen nachgewiesen werden. Im Verlauf des im Januar 2001 begonnenen Mordprozesses erhärtete sich zwar der Tatverdacht, und der Beschuldigte wurde am 29. Juni 2001 zu lebenslanger Haft verurteilt, trotzdem bleiben Fragen nach einer möglichen Mittäterschaft und nach dem genauen Tatgeschehen bis heute offen.
Adolph und seine Frau wurden am 15. Februar 1997 nach einem Trauergottesdienst in der Hoffnungskirche Dresden-Löbtau auf dem Neuen Annenfriedhof durch den damaligen Landesbischof Volker Kreß beigesetzt. Der Kriminalfall wurde am 22. August 1997 in der Sendung Aktenzeichen XY (Fall 1) ausgestrahlt.